# 阿曼首相
阿曼首相，是阿曼苏丹国的政府首脑。由阿曼苏丹作为首相来主持内阁。直到2020年，苏丹卡布斯·本·赛义德一直兼任阿曼首相。